# 인도네시아호저
인도네시아호저(Hystrix pumila)는 호저과에 속하며 설치류의 일종이다. 필리핀 팔라완주의 섬에서 발견된다. 개체수는 확실히 안정되어 있지만, 코코넛 농장의 농부들은 인도네시아호저를 유해 동물로 간주하여 내쫓는 것으로 보고되고 있다.
국지적으로 흔하거나 흔하지 않으며, 산악 지대의 일차림과 이차림 그리고 저지대에서 발견된다. 동굴에서도 살지만, 나무 버팀벽 아래 또는 바위 틈에서도 발견된다. 팔라완 동물상 지역에서 제한적으로 서식하는 토착종이다. 수앙가 섬과 칼라위 섬, 코론 섬, 푸에르토 프린세사 지하강 국립공원 그리고 엘 니도의 숲 지역에서 발견된 기록이 있다. 천적은 없다. 몸 바깥이 가시로 덮여 있어서 몸을 보호하고 방어한다. 약 2.5~19cm의 꼬리를 제외하고 몸 길이는 약 42~93cm이고, 몸무게는 3.8~5.4kg이다.